# Choerophryne sanguinopicta
Espèce
Synonymes
- Albericus sanguinopictus Kraus & Allison, 2005

Statut de conservation UICN

 DD  : Données insuffisantes
Choerophryne sanguinopicta est une espèce d'amphibiens de la famille des Microhylidae.

## Répartition
Cette espèce est endémique de la province de Baie Milne en Papouasie-Nouvelle-Guinée. Elle est présente entre 1 400 et 1 540 m d'altitude dans les environs du mont Simpson,.

## Publication originale
- Kraus & Allison, 2005 : A colorful new species of Albericus (Anura: Microhylidae) from southeastern New Guinea. Pacific science, vol. 59, p. 43–53.